# Šarūnas Bilius
Šarūnas Bilius (* 1987) ist ein litauischer Badmintonspieler. 

## Karriere
Šarūnas Bilius siegte 2003, 2004 und 2005 bei den nationalen Juniorenmeisterschaften. 2006 gewann er bei den Einzelmeisterschaften der Erwachsenen die Herrendoppelkonkurrenz gemeinsam mit Ramūnas Bilius.

## Sportliche Erfolge
| Saison | Veranstaltung                    | Disziplin    | Platz | Name                                  |
| ------ | -------------------------------- | ------------ | ----- | ------------------------------------- |
| 2003   | Litauen: Juniorenmeisterschaften | Mixed        | 1     | Šarūnas Bilius / Akvilė Stapušaitytė  |
| 2004   | Litauen: Juniorenmeisterschaften | Mixed        | 1     | Šarūnas Bilius / Kristina Dovidaitytė |
| 2004   | Litauen: Juniorenmeisterschaften | Herreneinzel | 1     | Šarūnas Bilius                        |
| 2005   | Litauen: Juniorenmeisterschaften | Mixed        | 1     | Šarūnas Bilius / Anastasija Tolstaja  |
| 2005   | Litauen: Juniorenmeisterschaften | Herreneinzel | 1     | Šarūnas Bilius                        |
| 2005   | Litauen: Juniorenmeisterschaften | Herrendoppel | 1     | Šarūnas Bilius / Giedrius Miestauskas |
| 2006   | Litauen: Einzelmeisterschaften   | Herrendoppel | 1     | Ramūnas Bilius / Šarūnas Bilius       |

## Referenzen
- http://www.badminton.lt/index.php?m=3&zid=126

| Personendaten    | Personendaten                |
| ---------------- | ---------------------------- |
| NAME             | Bilius, Šarūnas              |
| KURZBESCHREIBUNG | litauischer Badmintonspieler |
| GEBURTSDATUM     | 1987                         |